# Aime
Aime je stará jednotka objemu používaná v Belgii.
1 Aime = 137,5 l = 1/6 foudre.